# 内山圭
内山 圭（うちやま けい、1993年7月19日 - ）は、神奈川県鎌倉市出身のプロサッカー選手。Jリーグ・サガン鳥栖所属。ポジションはゴールキーパー。

## 来歴
中学時代から高校時代までの6年間川崎フロンターレの下部組織でプレー。U-18在籍中の2年間はトップチームに2種登録した経験もあったが、夢のトップチーム昇格は叶わずに東海大学に進学。卒業後は、東京武蔵野シティFCに加入。
2017年6月に武蔵野を退団し、7月にロアッソ熊本へ完全移籍 となったが、2017年シーズンはベンチ入りの機会はなかった。2018年、2019年シーズンはベンチ入りを果たしたがリーグ戦の出番はなく、天皇杯熊本県予選の1試合に出場した。
2020シーズン、開幕前に守護神山本海人が負傷すると、第2GKであった野村政孝を差し置いて開幕スタメンを奪取。以後も、足元の技術とロングフィードの精度の高さを買われてレギュラーとしてゴールを守り続け、山本復帰後もゴールを守った。
2021年シーズンはジェフユナイテッド千葉から経験豊富な佐藤優也が加入すると出番を失い、2試合の出場に留まった。
同年12月6日、ロアッソ熊本は契約期間の満了と来季に向けた更新を行わないことを通告した。
2022年、藤枝MYFCへ完全移籍。リーグ全34試合にフル出場。9月の月間MVP、Jリーグアウォーズのベストイレブンを受賞する活躍でチームのJ2昇格に貢献した。12月25日に一般女性と入籍したことを発表した。
2023年、サガン鳥栖へ完全移籍。
2024年、藤枝MYFCへ期限付き移籍。

## 所属クラブ
- FC本郷
- 横浜F・マリノスプライマリー新子安 (横浜国立大学教育人間科学部附属鎌倉小学校)
- 2006年 - 2008年 川崎フロンターレU-15 (鎌倉市立玉縄中学校)
- 2009年 - 2011年 川崎フロンターレU-18 (神奈川県立藤沢清流高等学校)
  - 2010年 - 2011年 川崎フロンターレ (2種登録選手)
- 2012年 - 2015年 東海大学
- 2016年 - 2017年6月  東京武蔵野シティFC
- 2017年7月 - 2021年  ロアッソ熊本
- 2022年  藤枝MYFC
- 2023年 -  サガン鳥栖
  - 2024年  藤枝MYFC (期限付き移籍)

## 個人成績
| 国内大会個人成績 | 国内大会個人成績 | 国内大会個人成績 | 国内大会個人成績 | 国内大会個人成績 | 国内大会個人成績 | 国内大会個人成績 | 国内大会個人成績 | 国内大会個人成績 | 国内大会個人成績 | 国内大会個人成績 | 国内大会個人成績 |
| 年度             | クラブ           | 背番号           | リーグ           | リーグ戦         | リーグ戦         | リーグ杯         | リーグ杯         | オープン杯       | オープン杯       | 期間通算         | 期間通算         |
| 年度             | クラブ           | 背番号           | リーグ           | 出場             | 得点             | 出場             | 得点             | 出場             | 得点             | 出場             | 得点             |
| 日本             | 日本             | 日本             | 日本             | リーグ戦         | リーグ戦         | リーグ杯         | リーグ杯         | 天皇杯           | 天皇杯           | 期間通算         | 期間通算         |
| ---------------- | ---------------- | ---------------- | ---------------- | ---------------- | ---------------- | ---------------- | ---------------- | ---------------- | ---------------- | ---------------- | ---------------- |
| 2016             | 武蔵野           | 21               | JFL              | 1                | 0                | -                | -                | -                | -                | 1                | 0                |
| 2017             | 武蔵野           | 21               | JFL              | 0                | 0                | -                | -                | -                | -                | 0                | 0                |
| 2017             | 熊本             | 35               | J2               | 0                | 0                | -                | -                | -                | -                | 0                | 0                |
| 2018             | 熊本             | 35               | J2               | 0                | 0                | -                | -                | 0                | 0                | 0                | 0                |
| 2019             | 熊本             | 35               | J3               | 0                | 0                | -                | -                | 0                | 0                | 0                | 0                |
| 2020             | 熊本             | 35               | J3               | 34               | 0                | -                | -                | -                | -                | 34               | 0                |
| 2021             | 熊本             | 35               | J3               | 2                | 0                | -                | -                | 0                | 0                | 2                | 0                |
| 2022             | 藤枝             | 35               | J3               | 34               | 0                | -                | -                | 1                | 0                | 35               | 0                |
| 2023             | 鳥栖             | 35               | J1               | 0                | 0                | 0                | 0                | 0                | 0                | 0                | 0                |
| 2024             | 藤枝             | 35               | J2               | 9                | 0                | 0                | 0                | 2                | 0                | 11               | 0                |
| 2025             | 鳥栖             | 35               | J2               |                  |                  |                  |                  |                  |                  |                  |                  |
| 通算             | 日本             | 日本             | J1               | 0                | 0                | 0                | 0                | 0                | 0                | 0                | 0                |
| 通算             | 日本             | 日本             | J2               | 9                | 0                | 0                | 0                | 2                | 0                | 11               | 0                |
| 通算             | 日本             | 日本             | J3               | 70               | 0                | -                | -                | 1                | 0                | 71               | 0                |
| 通算             | 日本             | 日本             | JFL              | 1                | 0                | -                | -                | -                | -                | 1                | 0                |
| 総通算           | 総通算           | 総通算           | 総通算           | 80               | 0                | 0                | 0                | 3                | 0                | 83               | 0                |

- 2010年、2011年は2種登録選手。2種登録選手としての出場はなし。
- その他：KFA 第23回熊本県サッカー選手権大会 (2019.5.12) 1試合0得点

出場歴
- Jリーグ初出場 - 2020年6月27日 J3第1節 鹿児島ユナイテッドFC戦 (えがお健康スタジアム)

## タイトル

### 個人
- J3リーグ・ベストイレブン（2022年）
- J3リーグ月間MVP：1回（2022年9月）
- JPFAアワード（J3）・ベストイレブン：1回（2022年）